# Copestylum cyanescens
Copestylum cyanescens är en tvåvingeart som först beskrevs av Macquart 1842.  Copestylum cyanescens ingår i släktet Copestylum och familjen blomflugor. Inga underarter finns listade i Catalogue of Life.